# J. Herbert Burke

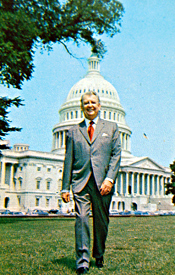
J. Herbert Burke

J. Herbert Burke (* 14. Januar 1913 in Chicago, Illinois; † 16. Juni 1993 in Altamonte Springs, Florida) war ein US-amerikanischer Politiker. Zwischen 1967 und 1979 vertrat er den Bundesstaat Florida im US-Repräsentantenhaus.

## Werdegang
Herbert Burke besuchte die öffentlichen Schulen in Chicago und danach das dortige Central YMCA College. Anschließend studierte er an der Northwestern University in Evanston. Nach einem anschließenden Jurastudium am Kent College of Law und seiner im Jahr 1940 erfolgten Zulassung als Rechtsanwalt begann er in Chicago in seinem neuen Beruf zu arbeiten. Während des Zweiten Weltkrieges war er zwischen 1942 und 1945 als Offizier der US Army auf dem europäischen Kriegsschauplatz eingesetzt. Für seine militärischen Leistungen wurde er unter anderem mit dem Purple Heart und dem Bronze Star ausgezeichnet. Bei Kriegsende hatte er es bis zum Captain gebracht.
Bis 1949 praktizierte er als Anwalt in Chicago. Danach setzte er diese Tätigkeit bis 1968 in Hollywood (Florida) fort. Politisch wurde er Mitglied der Republikanischen Partei. Zwischen 1952 und 1967 war er Landrat (County Commissioner) im Broward County. In den Jahren 1954 bis 1958 gehörte Burke dem Staatsvorstand seiner Partei an. 1955 kandidierte er erfolglos bei einer Nachwahl für den Kongress. Zwischen 1968 und 1976 war Burke Delegierter zu allen Republican National Conventions.
Bei den Kongresswahlen des Jahres 1966 wurde Burke im zehnten Wahlbezirk von Florida in das US-Repräsentantenhaus in Washington, D.C. gewählt, wo er am 3. Januar 1967 die Nachfolge des Demokraten Sam Gibbons antrat. Nach fünf Wiederwahlen konnte er bis zum 3. Januar 1979 sechs Legislaturperioden im Kongress absolvieren. In diese Zeit fielen unter anderem der Vietnamkrieg und die Watergate-Affäre. Damals wurden auch der 25. und der 26. Verfassungszusatz verabschiedet. Seit 1973 vertrat Burke als Nachfolger von Dante Fascell den zwölften Distrikt seines Staates im US-Repräsentantenhaus. Im Jahr 1978 geriet er in die Schlagzeilen, als er wegen Drogenvergehens vor einer Bar verhaftet wurde. Das brachte ihm eine dreimonatige Haftstrafe auf Bewährung ein. Dieser Vorgang diente als Vorlage für einen Roman und später für den darauf basierenden Kinofilm Striptease mit Burt Reynolds und Demi Moore.
Bei den Kongresswahlen des Jahres 1978 unterlag Burke dem Demokraten Edward J. Stack. Nach seinem Ausscheiden aus dem Kongress zog er sich in den Ruhestand zurück, den er in Falls Church (Virginia) verbrachte. Er starb am 16. Juni 1993 in Altamonte Springs.